# アブリタシテス

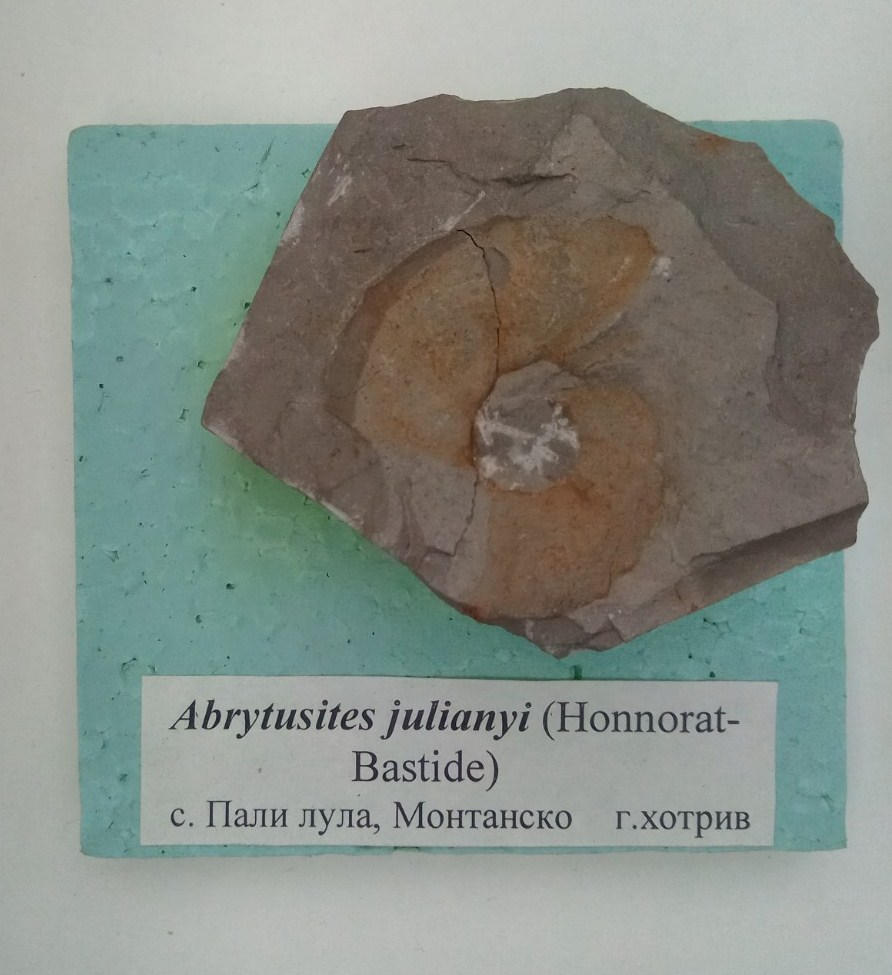
アブリタシテス・ジュリアニイ（Abrytusites julianyi）の化石。ブルガリアパリルラの後期オーテリビアンの地層から発見された。ソフィア大学古生物学・歴史地質学博物館展示。

アブリタシテス（学名：Abrytasites、Abrytusitesとも）は、アンモナイト亜綱に属する絶滅した頭足綱の属。

## 概要
本属は、現在のブルガリアラズグラド近郊に位置する古代ローマの町アブリトゥスに因み命名された。アブリタシテスには、A. thieuloii、A. julianyi、A. neumayriなど、いくつかの種が記載されている。それらは収縮や膨張をし、臍部の水疱から不規則に、単独または対で突き出ているかなり太い肋を持っている。それらの内側の渦は、ヴァルデドルセッラのタイプ種によく類似していた。本属は1億2500万～1億3640万年前のオーテリビアンからバレミアンのヨーロッパとアフリカ西部に生息していた。